# Тракийски имена
Тракийските имена, запазени от Античността до наши дни, са над 700 /според Иванова, Недялка и Пенка Радева, От „А“ до „Я“ – Имената на българите, Народна младеж, 1985, София/.
Значението на почти всички е неизвестно. Съвременните българи не използват тракийската антропонимична система, въпреки че съществува предположение, че някои имена са проникнали сред славяните и са били пригодени към старобългарския език /например Бизо – от Бизис, Доле – от Долес, Мендо – от Мендас, Раско – от Раскос/. По-долу започваме опит да съберем на едно място всички достигнали до нас имена на траки.

### А
- Абезелм (ис) (Αβεζελμις)
- Абрузелм (ис) (Αβρουζελμις)
- Авлузелм (ис) (Αυλουζελμις)
- Амадок – известно е, че това име е носено от някои царе
- Арепюрос (Aρηπυρος) /м./

### Б
- Бендидора (Bενδιδωρα) /ж./
- Береника /ж./
- Берисад – име на цар /виж Берисад/
- Бетеспиос (Βετεσπιος)
- Бюзас, Бюзис (Βύζος, Βυζας, Βυζης) /м./ – често срещано тракийско име. Има две обяснения: 1. сродно с авест. būza- „козел“, армен. buz „агне“; 2. като прякор, еднакво с лит. bužys „плашило“.
- Брюзос (Βρυζος, Асеновград) /м./ – еднакво с лит. име Brūžas, Brūžis, Brūžė, латв. фамилия Bruzis, които се обясняват от лит. bružas „който винаги бяга насам-натам безцелно“.
- Бринказис (Bριγκαζις, Bριγκαζεις) – еднакво по основа с латв. селищно име Brikūzis, лит. селищно име Brinkiškių vienkiemis и славянски имена като пол. Brzęk, Brzęko, които се обясняват от лит. brinkti, пол. na-brzękąć „подувам се, отичам“. Това е прякор със значение „дебелак“.
- Бринкайнос (Bριγκαινоς) – подобно на предишното.
- Бринказенис (Bριγκαζενις) – Прякор от *brink- „дебелак“ + *zen- „роден“ (сравни трак. име Диазенис и гр. име Διο-γένης)
- Бринказерис (Bριγκαζερις) – Прякор от *brink- „дебелак“ + *zer- „старец“ или „мъж“ (еднакво с армен. cer, перс. zar „старец“, старосканд. -keri „мъж“ в sæl-keri богаташ, varð-keri „пазач“, старогр. γῆρας, староинд. jarás- „старост“, ИЕ *g^er-)

### Г
- Гайдрес (Γαιδρης, Амфиполис) /м./ – еднакво по основа с лит. gaidrus „светъл, ведър (за време)“, старогр. φαιδρός „блестящ, светъл, радостен“ < ИЕ *gwh(e)h2id-)
- Гепайпюрис (Γηπαιπυρις) /ж./

### Д
- Денто (Δεντο) /м./
- Дентубриса (Δεντουβρισα) /м./
- Дентупес (Δεντουπης, Драма, Гърция) /м./
- Дентус (Δεντους) /ж./
- Дентустайна (Δεντουσταινα) /ж./
- Дентусуку (Dentusucu, Търновско; Δεντουσυκος, Пазарджишко; Δεντυσυκος, Ямболско) /ж./
- Деопус (Δεοπους, Солун) /м./
- Деоспор (Δεοσπορ, Δεοσπουρις, Ксанти, Стара Загора, Чирпанско) /м./
- Десакентос (Δεσακενθος, Пазарджишко)
- Диазенис (Διαζένης, Кюстендил, Чирпанско; Diuzenes) – калкира гр. Διογένης „божествен, роден от бога“
- Ди(а)пюрос (Δι(α)πυρος) /м./
- Диаскентос (Διασκενθος, Чирпанско; Diascenthus, Diascinthus, Рим) /м./
- Диегилис
- Дизазелмис (Διζαζελμις, на монети) /м./
- Дизакентос (Διζακενθος, Брезнишко) /м./
- Дизапес (Διζαπης, в лит. извор) /м./
- Дизапор (Dizapor, лат. надпис) /м./
- Диза(с) (Διζα, Διζας, Διζης)
- Дионис/ос (Διονησος)
- Дитупайбис (Διτουπαιβις, Амфиполис, Гърция)
- Долес
- Дренис (Δρενις, Чирпанско) /м./ -
- Дулезелмис (Δουληζελμις)

### Е
- Еагър – баща на Орфей и бог на речните води.
- Ебризелмис (Eβρυζελμις)
- Ептакентос (с варианти: Eπταικενθος, Eπτακενθος, Eπτεκενθος, Eπτηκενθος, Eptacentus, Eptacens, Iptacens, Eptecens, Eptencetus, Eftacentus, Eftencenthus, Чирпанско, Пазарджишко, Радомирско, Кюстендилско, София, Казанлъшко, Глава Панега) /м./ – често срещано тракийско име.
- Ептапер (Eπταπερ, Търновско) /м./
- Ептапорис (Eπταπορις, Έπταπορις, Eπτηπορις, Разград, Чирпанско, Търновско, Унгария) /м./
- Ептапюс (Eπταπυς, Петричко) /м./
- Ептезенис (Eπτεζένις, Eπτειζένις, Дупница, Карнобатско, Пазарджишко, Врачанско) /м./
- Ептенис (Eπτενις, Eπτενης, Чирпанско, Пазарджишко, Монтанско) /м./
- Ептепус (Eπτηπoυς, София) /ж./ – вероятно еднакво с Ептапюс.
- Ептепюрис (Eπτηπυρις, Eπτεπυρις, Елховско, Чирпанско, Пазарджишко) /ж./
- Ептесюкис (Eπτησυχις, Eπτησυκoς, Eπτεσυκoς, Ивайловградско, София, Чирпанско) /м., ж./
- Есбенис (Eζβενις, Eσβενoυς, Έσβενoυς, Eσβενειoς, Гоцеделчевско, Гюмюрджина, Кавала, Румъния) /м./
- Етбеос

### З
- Зилес (Zιλης, Санданско) /м./ – Съвпада по основа със старолатв. фамилия Zylan, която се обяснява от латв. zilš „син“, лит. žilas „сивокос“.
- Залмоксис – име на митичен цар и бог /виж Залмоксис/
- Зипайбис (Zιπαιβις, Гърция) /м./
- Зипер, Зипюрон (Ziper, лит. извор, Zιπυρων, Zειπυρoν, Филипи, Атос, Горно Крушево, Македония) /м./
- Зипюрос (Zιπυρος, Zειπυρος, Zιεπυρους, Zυπυρ, лит. извор, о. Тасос, Кобалище, Белослатинско) /м./

### К
- Катос
- Керзула (Cerzula, Зъхненско, Гръцка Тракия) /м./ Еднакво с лит. лично име Keršulis от лит. keršulis „гривяк“.
- Керсеблепт (Kέρσεβλεπτης) /м./ име на одриски цар.
- Керсис (Kέρσης, о. Самос; Kέρσоς, Мемнонион, Гърция) /м./ Еднакво с лит. име Keršis, което се обяснява от лит. keršas „на бели и черни петна“, старочеш. име Črh „Черньо“ от ИЕ *kers-.
- Керза (Kέρζα, Пловдивско) /ж./ – виж Керсис.
- Кетризеис (Kετριζεις, Драма) /м./
- Кетрилас (Cetrilas, Кобалище) /м./
- Кетризерис (Kετριζερις, Варна) /м./ – Прякор „(който е силен) за четирима“ от *kwetru- „четири“ (в съставни имена като лат. quadru-pēs „четирикрак“; гал. Petru-corii „четирите племена“ и др.) + *zer- „мъж“, виж Бринказерис.
- Кетрипорис (от монети от 283-284 г. и лит. извори с варианти на изписване Kετριπορις, Kεδριπορις, Kεδρειπολις, Kεδρoπολις; Cet(ri)p(oris), Добруджа) /м./
- Котис – име на цар

### М
- Медок
- Мендас
- Местузелмес (Μεστουζελμης)
- Мокасокос (Mοκασοκος, Дупнишко) /ж./
- Мукаборис (Mουκαβορις, Чирпанско; Mουκαβουρ, Новозагорско; Mουκαβουρις, Харманлийско) /м./
- Муказеис (Mουκαζεις, Mουκασις, Mουκασoς) -вариант на Мукас.
- Муказенис, Мукасенис (Mουκαζενις, Кюстендилско; Mουκασενης, Пазарджишко; Mucasenes, Бяла Слатина) /м./
- Муказерас (Mουκαζερας)
- Мукакакис (Mουκακακης)
- Мукакентос (Mουκακενθος, Пазарджишко, Сливенско, Елховско; Mucacentus, Омуртаг) /м./
- Мукала (Mουκαλα, Muccala, Mucalus) – вариант на Мукас.
- Мукапайбес (Mουκαπαιβης, Mουκαπαιβες, Поповско) /ж./
- Мукапора (Mucapora) /м., ж./
- Мукапорис (Mουκαπορις, Mucapor) /м./
- Мукапус (Mucapus, Дакия; Mουκαπουις, Пазарджишко)
- Мукас (Mουκας, Muca, Moca, Mοκας, Mοκκας) /м./
- Мукатралис (Mουκατραλις)

### О
- Орфей – най-известният поет и музикант на древността /виж Орфей/

### П
- Пайбис (Παιβις, Филипи, Амфиполис; Παιβης, Зъхненско, о. Тасос) /м./
- Пирусала /ж./
- Питадора /ж./
- Порис (Пορις, Сливенско) /м./
- Пуризия (Пουριζια, Чирпанско) /ж./
- Пютрос (Пυτρος, Ивайловградско) /м./ – Прякор „дърдорко, кресльо“, идентичен със старолатв. имена Putre, Puttre, Putris, Putra, които се обясняват от латв. putruōt, putrāt „кряскам, крещя, говоря бързо“.

### Р
- Раскос (Pασκος, лит. извор) – вероятно сродно със старосканд. rǫskr, старогорнонем. rasc „бърз, пъргав, подвижен“ от прагерм. *raskaz.
- Раскупорис (Pασκουπόρις, Pασκυπόρις, Rascupolis, лит. извори) – име на трима тракийски царе, а също така и на боспорански царе.
- Ребулас
- Резос, Рез (Ρῆσος у Омир, Цицерон и др.) /м./ - име на цар /виж Рез/.
- Рекипер (Reciper)
- Реметалк (Poιμιταλκος, монети) – име на цар.
- Рескуторми (Pησκουτορμη, Пазарджишко; Rescuturme, Карлсбург) /ж./
- Рюмесюкис (Ρυμησυκις)

### С
- Садалас
- Садок
- Сатрис (Σάτρης, Чирпанско) /м./ – еднакво с лит. šatrus „жизнен, бърз“.
- Савтес (Sautis, Мисенум, Прахово (Сърбия)) /м./ – еднакво със старолатв. фамилия Sautte, Sautin, които се обясняват от латв. sautis „ленив човек, дремльо“.
- Севт (Σεύθης) – име на цар.
- Ситалк – име на цар
- Скайденте /ж./
- Скарис (Σκάρις, София, Девня) /м./ – еднакво с латв. фамилия Skaris, лит. фамилия Skara, които се обясняват от старобълг. скоръ „бърз“.
- Скаркайдзес /ж./
- Скедеса /ж./
- Скилас (Σκίλας, лит. извор) /м./ – вероятно идентично с лит. име Skylė и старокурийското име Schille.
- Смордотормос (Σμορδοτορμος) /м./
- Спарадок
- Спартак – име на водача на най-голямото робско въстание в Римската империя
- Сукис (Σουκους, Пловдив; Σουκιoς, Кюстендилско; Σουκιας, Радомирско) – еднакво с лит. фамилия Šukys, която се обяснява от лит. šukys „който има дупки по зъбите“.
- Суратралис (Σουρατραλις, Асеновградско)

### Т
- Терес – име на одриски цар

### Ф
- Фарсалас Битюс